# モノごころ、モノむすめ。
『モノごころ、モノむすめ。』は、May-Be SOFTから2005年11月25日に発売されたアダルトゲームソフトである。「へんし〜ん!」シリーズのスタッフが作成しているが、前作までのように自分が変身するのではなく「モノ」を美少女に変身させる(いわば萌え擬人化)と言うシチュエーションになっている。
2007年1月にはDVD-PG版が発売された。

## ストーリー
主人公・向塚宏明は周囲が呆れるほど「物」を大事にする。そんなある日、宏明のパソコンに1通のメールが送られて来た。そのメールに添付されていたファイルを開くと、何とパソコンは女の子に変身してしまった。
その女の子・アコ（宏明が命名）曰く、宏明には物を人に変える『擬人化』能力が身に付いているのだと言う。思いをこめてモノに触ると、そのモノが美少女に擬人化する。その後もモノを大切にする宏明は、うっかり家の中にある「物」を擬人化し、美少女に変えていってしまうが……。

## 主人公
- 向塚 宏明（こうづか ひろあき）声：なし

主人公（名前は固定）。とにかく物を大切にする。性格は温厚だが、訳も分からず身に付いてしまった物を『擬人化』させる能力や自称・婚約者のメノウに振り回されて困惑することも。過去に起きた出来事によって、小さい頃の記憶の一部が欠落していることが、ゲーム中盤で判明する。

## モノむすめたち
- アコ 声：桜川未央

身長150cm B 72 / W 45 /H 75
元は宏明が愛用していたパソコン。名前は「Account」から宏明が命名した。擬人化された後でもパソコンとしての機能は健在で、ケーブルを口に咥えてネット接続も可能だが、勝手にエロサイトに入ってウイルスに感染した事がある。エプロンのポケットがディスク入れになっている。メノウの正体にいち早く気付いている。

メモリ数＝バストサイズになっているらしく、メモリを増設すると巨乳化する。また、エロゲーをインストールされると、ゲームの属性によってアコの性格・体形が変化する。
- 巻子（まきこ）声：楠鈴音

身長159（ドラムを足した場合は180）cm B 88 / W 53 /H 87
元は洗濯機（紗夕がリサイクルショップで売っていたのを500円で購入）。高飛車で、周囲には自分のことを「ロール」と呼ぶよう強要し、本名の「巻子」で呼ぶと怒る。口癖は洗濯機だけに「うぉっしゃー!」。この口癖は彼女のエレガントワードらしくアコが真似している。
- 夢愛（ゆあ）声：緒田マリ

身長165cm B 98 / W 57 /H 92
元は枕。いつもマイペースで眠そうな瞳をしていて、気がつくと寝ている。膝枕の寝心地は最高だが、巨乳で窒息させられることも。公園のベンチで寝ていると鳩や野良猫が集まってくる。

夢の中で主人公を失われた過去の記憶へ導いて行く。紗夕と相性がよく入れ替わった二人の演技を宏明に披露し困惑させた。
- メディカ 声：細田なな

身長155cm B 85 / W 51 /H 87
元は救急箱。向塚家の人間が皆、健康だったためほとんど使われず経験が乏しいうえに重度のドジっ娘。初登場の時に宏明に「ポカ山ドジ子」と名づけられそうになった事がある。ちなみにテロップではポカ山と表示。
- しま 声：西田こむぎ

身長147cm B 69 / W 43 /H 72
元は義妹・茉莉音が愛用する縞々パンツ。元がパンツだったせいか、人の（特に茉莉音の）股間に入ろうとする。ライバルは水玉パンツらしい。下ネタが大好き。

- 詠未（よみ）声：KOHIRO

身長153（帽子込みで170）cm B 80 / W 48 /H 81
元は（漬物石代わりにされていた）国語事典。博学で、言葉の乱れには手厳しい。学習意欲旺盛。委員長風メガネっ娘。肉体派のマイとは対立することが多い。
- マイ 声：緒田マリ

身長172（ツノ部分を含めると180）cm B 90 / W 56 /H 93
元は一昔前に流行った「螺旋鉄騎ゼンマイザー」と言うアニメの超合金ロボ。紗夕と宏明は大の「ゼンマイザー」好きで、メインキャラの中で宏明が唯一自らの意思で擬人化したモノ娘でもある。宏明を「司令」と呼び（紗夕を「将軍」、茉莉音を「団長」と呼び、メノウを「参謀」と呼ぶ）、絶対服従を誓っている。ジャンケンで始めに出すのは決まってグーなのでいつも勝てない。

### 人間たち
- 向塚 茉莉音（こうづか まりね）声：未来羽

4月21日生まれのA型。身長158cm・ B 84 / W 54 /H 85
宏明の義妹だが、同い年で学校でも同じクラス。突然現れたメノウの宏明への猛アタックにあたふたしている。必殺技はマリネゴールデンパンチ。料理が得意。メノウには思い当たる節があり、彼女なりに受け入れている。

ツンデレ。

- 向塚 紗夕（こうづか さゆ）声：西田こむぎ

3月3日生まれのB型。身長167cm・ B 95 / W 56 /H 89
宏明の義姉。天然ボケ気味だが状況の変化に対応する能力は有り、モノむすめたちにも優しい。家事は得意なのだが、料理は壊滅的にダメ。テンションが高くいろいろ謎が多い。男性経験はあった模様。
- 葉月 メノウ（はづき - ）声：楠鈴音

8月15日生まれのO型。身長165cm・ B 86 / W 55 /H 88
「宏明の婚約者」を自称する謎の少女。転校当日からいつも宏明をマークする。茉莉音の目を盗んで宏明にアタックする。たまに毒舌になる。つっかかる茉莉音を「お邪魔怪獣マリネゴン」と呼んだ。

## 他のモノ娘達
上記のメインキャラ以外にもモノ娘が登場する。
- マサミ…マッサージチェアの擬人化
- チエ…椅子の擬人化
- ミル…牛乳パックの擬人化
- かわや…トイレの擬人化
- 大庭(おおば)アニー…ニーソックスの擬人化

## 宏明の呼ばれ方
- アコ…マスター
- 巻子…ヒロアキ
- 夢愛…宏明ちゃん
- メディカ…宏明さん
- しま…ひろ兄ちゃん
- 詠未…宏明クン
- マイ…司令
- 茉莉音、アニー…ひろ兄
- 紗夕…ひろちゃん
- メノウ…ひろ君
- マサミ…ボウヤ
- チエ、かわや…ご主人様
- ミル…ごしゅじんサマ

## メディアミックス
ノベライズ版(沖田和彦 著、May-Be SOFT 原作、あかざ 原画。モノごころ、モノむすめ。パラダイム ノベルズ 292、2006、ISBN 4-89490-792-5)

## スタッフ
- 企画：TOMO
- 原画：あかざ
- シナリオ：箒星
- 音楽：父山或人
- 主題歌「MO!NO!」

作詞・作曲／milktub　編曲／ms-jacky　歌／井上みゆ